# Кайрат (Жамбылская область)
Кайрат (каз. Қайрат) — село в Жуалынском районе Жамбылской области Казахстана. Административный центр Аксайского сельского округа. Примыкает к юго-западной границе села Бауыржан Момышулы. Код КАТО — 314233100.

## Население
В 1999 году население села составляло 2039 человек (1056 мужчин и 983 женщины). По данным переписи 2009 года, в селе проживали 2092 человека (1057 мужчин и 1035 женщин).